# Jaroslav Průcha

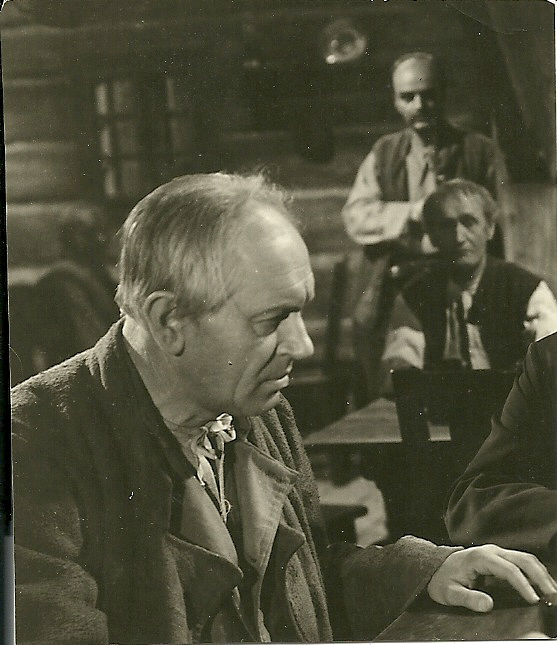
Jaroslav Průcha

Jaroslav Průcha (24. dubna 1898, Skvrňany, nyní Plzeň 3 – 25. dubna 1963, Praha) byl český herec, divadelní režisér, příležitostný dramatik a divadelní organizátor.

## Život

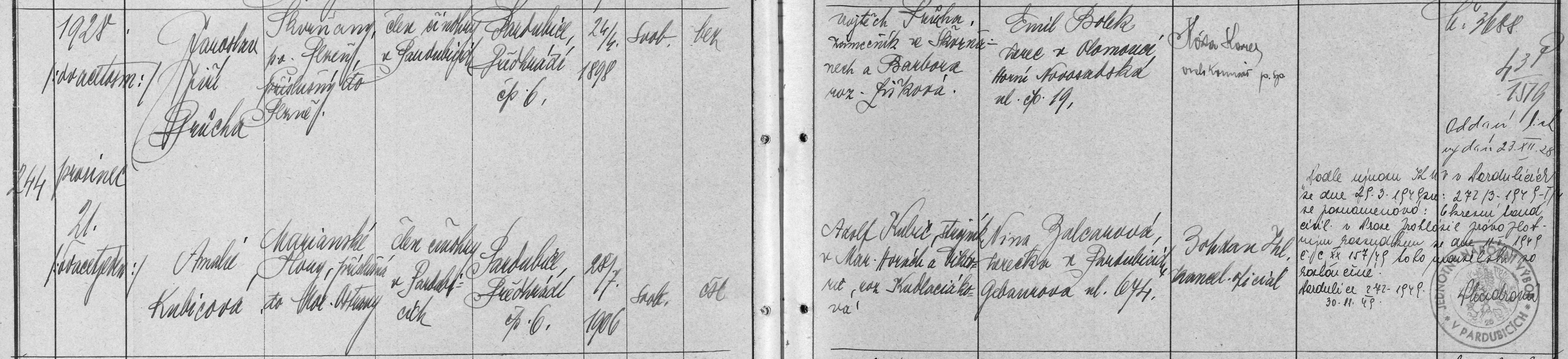
Jaroslav Průcha, matriční záznam 1. manželství

Pocházel z dělnické rodiny. Vyučil se lakýrníkem, po vypuknutí první světové války pracoval jako zámečník ve Škodových závodech v Plzni. Ve volném čase se věnoval divadlu: působil jako statista v plzeňském divadle a účinkoval v ochotnických spolcích. V roce 1917 musel narukovat a do konce války sloužil na italské frontě. Po vzniku Československé republiky byl odveden do armády, přestože neměl ještě zcela doléčeno těžké zranění kotníku, které utrpěl při návratu z fronty. I během vojenské služby se v provizorních podmínkách snažil hrát divadlo.
Po návratu z vojny získal v roce 1920 angažmá u kočovné divadelní společnosti Jana Otakara Martina, které bylo krátce přerušeno neúspěšným pokusem založit vlastní divadelní společnost. V letech 1924–1928 působil v oblastním divadle na Kladně. Poté vystřídal několik scén: po krátkém působení ve Východočeském divadle se stal členem souboru Osvobozeného divadla, ale již pro sezónu 1929–1930 byl angažován v Olomouci, odkud přešel do brněnského Národního divadla (1930). V této době natočil i svůj první film Jménem jeho veličenstva (1928), ve kterém hrál hlavní roli vojáka Kudrny.

### Národní divadlo
Nakonec zakotvil po nabídce K. H. Hilara v roce 1931 v pražském Národním divadle. Zde působil až do roku 1958, kdy v důsledku těžkého onemocnění musel přestat hrát, členem Národního divadla byl až do své smrti. Zpočátku byl obsazován do epizodních rolí. Průlom nastal v roce 1936, kdy za onemocnělého Eduarda Kohouta převzal titulní roli v Puškinově dramatu Boris Godunov. Za mistrovské ztvárnění této postavy a výkon v dramatu Zač lidský život mu byla v následujícím roce udělena ministrem školství a národní osvěty Emilem Frankem Státní cena divadelní. Finanční odměnu za tuto cenu věnoval ministerstvu obrany na nákup zbraní v boji proti fašismu.
V letech 1944 až 1945, kdy Národní divadlo kvůli nacistickému zákazu nehrálo, se pokoušel i o vlastní dramatickou tvorbu. Vytvořil dramatické pásmo Hrdinové okamžiku, řadu monologů ze života významných českých herců 19. století.
Po skončení války byl jmenován, společně s Jindřichem Honzlem a Karlem Dostalem, do kolektivního vedení Národního divadla. V letech 1946–1953 byl členem vedení činohry ND, nejprve jako náměstek, později jako ředitel. Od roku 1953 zde působil jako režisér činohry. Souběžně s tím vytvořil řadu významných herecký rolí. Získal státní cenu za rok 1950 v oboru divadelního a dramatického umění a v roce 1953 mu byl propůjčen čestný titul národní umělec.

### Politická angažovanost

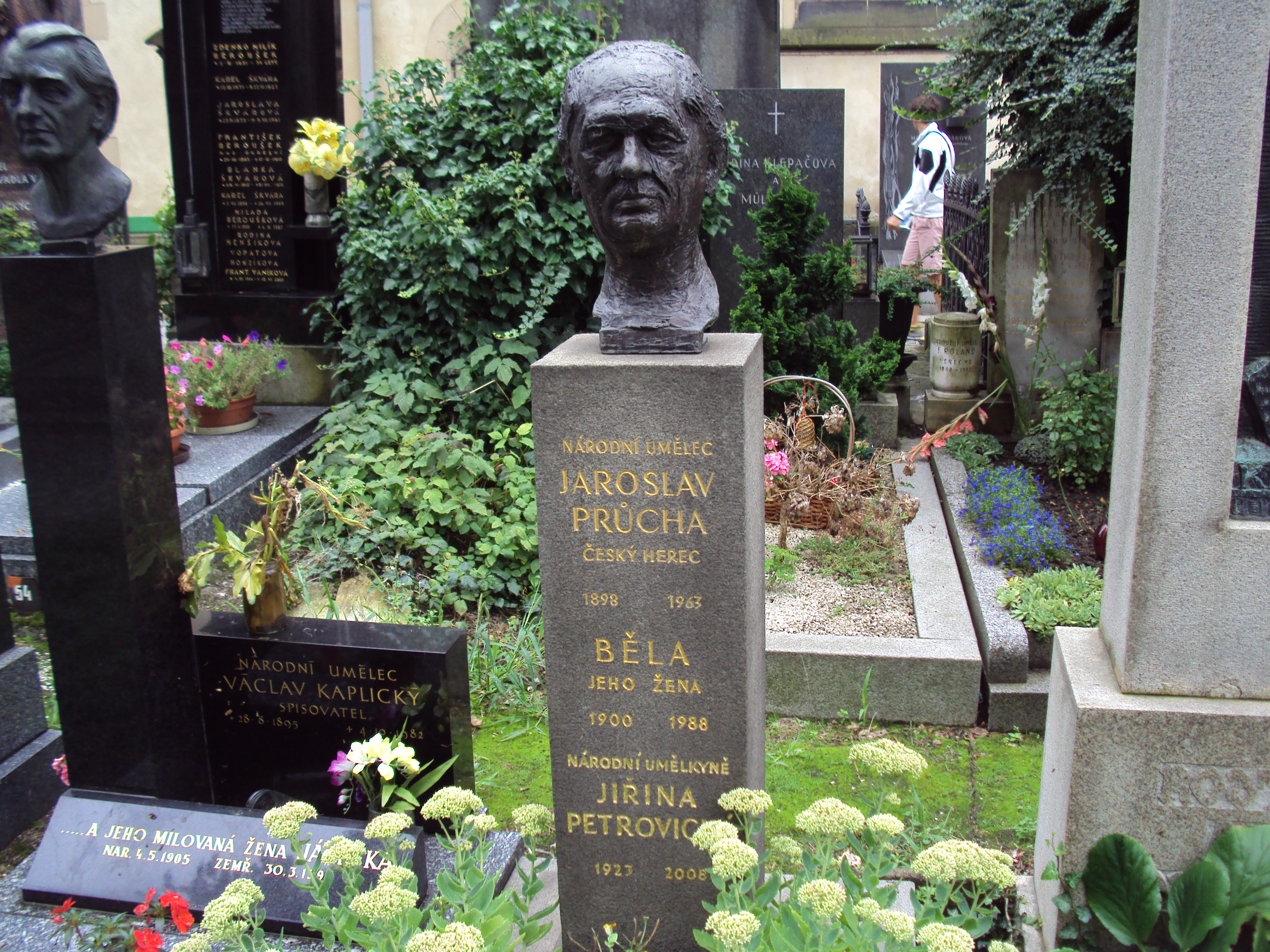
Pohřben na Vyšehradském hřbitově

Jaroslav Průcha byl přesvědčený komunista a propagátor socialismu. Vzhledem ke svému levicovému smýšlení a své tehdejší politické angažovanosti působil v Národním divadle i jako šéf činohry (v letech 1951 až 1953) a dále také jako hlavní režisér. Připojil svůj podpis pod výzvu prokomunistické inteligence Kupředu, zpátky ni krok!, jež byla vydána dne 25. února 1948 pro podporu komunistického převratu. Za svoji politickou činnost byl vyznamenán Řádem Vítězného Února (1949), Řádem práce (1958) a Řádem republiky (1961). 

### Rodinný život
Dne 21. prosince 1928 se v Pardubicích oženil s Amalií Kubicovou (1906–??), členkou činohry v Pardubicích, se kterou měl syna Jiřího (* 1. března 1929), v roce 1949 se však rozvedli. Podruhé se oženil s paní Bělou (1900–1988), což byla matka herečky Jiřiny Petrovické.
Od roku 1958 během nemoci Jaroslav Průcha pracoval na svých vzpomínkách, které však nedokončil. Podle autorova rukopisu byla v roce 1977 vydána kniha s názvem Jaroslav Průcha: Má cesta k divadlu.
Jaroslav Průcha zemřel na srdeční infarkt, který ho postihl při předávání květin na filmové přehlídce uspořádané dne 25. dubna 1963 v kině Světozor u příležitosti jeho 65. narozenin.

## Charakteristika herectví
Jednalo se o výrazného a dosti typického představitele výrazných charakterních postav, často hrál prosté a moudré chlapíky pocházející z lidu. Zejména ztvárňoval venkovské a dělnické postavy, v nichž kladl důraz na realistickou typizaci a lidskost.

## Citát
Umřel Jaroslav Průcha! Neuvěřitelná zpráva! V kině Světozor, na oslavě svých pětašedesátin v dubnu 1963, s náručí růží od svých přátel a ctitelů, oslavován a poctěn jako málokterý z našich herců, skonává tento vzácný člověk a kamarád. Jaroušek nebyl jenom kolega a přítel, znamenal pro mne mnohem více. Byl upřímný, bezelstný člověk, který uměl říci pravdu za všech okolností, ať to bylo komukoli.
Jan Pivec

## Dílo

### Divadelní režie, výběr
- 1945 K. M. Simonov: Ruští lidé, Stavovské divadlo
- 1946 Molière: Šibalství Skapinova, Stavovské divadlo
- 1946 Charles Vildrac: Koráb Tenacity , Velká opereta
- 1947 Jiří Mucha: U zlatého věku, Stavovské divadlo
- 1947 L. M. Leonov: Vpád, Stavovské divadlo
- 1949 O. J. Kornijčuk: Makar Dubrava, Tylovo divadlo
- 1950 Molière: Lakomec, Tylovo divadlo
- 1953 J. K. Tyl: Kutnohorští havíři, Tylovo divadlo (spolurežie Antonín Dvořák)
- 1955 Antonín Zápotocký: Vstanou noví bojovníci, Tylovo divadlo
- 1955 L. N. Tolstoj: Není nad vzdělanost, Tylovo divadlo
- 1956 J. K. Tyl: Jiříkovo vidění, Tylovo divadlo

### Film
Souběžně s divadelní činností natáčel filmy a pracoval v rozhlase a později také v televizi.
Ve filmu hrál od roku 1928 téměř do smrti, objevil se přibližně v sedmdesáti filmech. Významnější příležitost dostal až v roce 1937 ve filmu Hlídač č.47 v roli traťového hlídače Františka Doušy. Některé role vytvořil v dnes již klasických a divácky úspěšných filmech z třicátých a čtyřicátých let, např. Bílá nemoc (1937), Škola základ života (1938), Cech panen Kutnohorských ( 1938), Cesta do hlubin študákovy duše (1939), Městečko na dlani (1942), Muži nestárnou (1942). V poválečných letech hrál hlavně v politicky angažovaných filmech, jako Lavina (1946), Krakatit (1948), Němá barikáda (1949), a další.
- 1951 MilujemeMilujeme – role: vedoucí internátu Mařec zvaný táta
- 1955 Rudá záře nad Kladnem – role: Vaněk
- 1958 Občan Brych – role: předseda komunistů Bartoš
- 1963 Spanilá jízda – role: Mikeš (poslední role v historickém dramatu)[5]

## Ocenění
- 1937, 1949, 1951 Státní cena
- 1948 Cena země České
- 1949 Řád 25. února
- 1953 byl jmenován národním umělcem
- 1958 Řád práce
- 1961 Řád republiky